# St. Antonius (Caquiaviri)

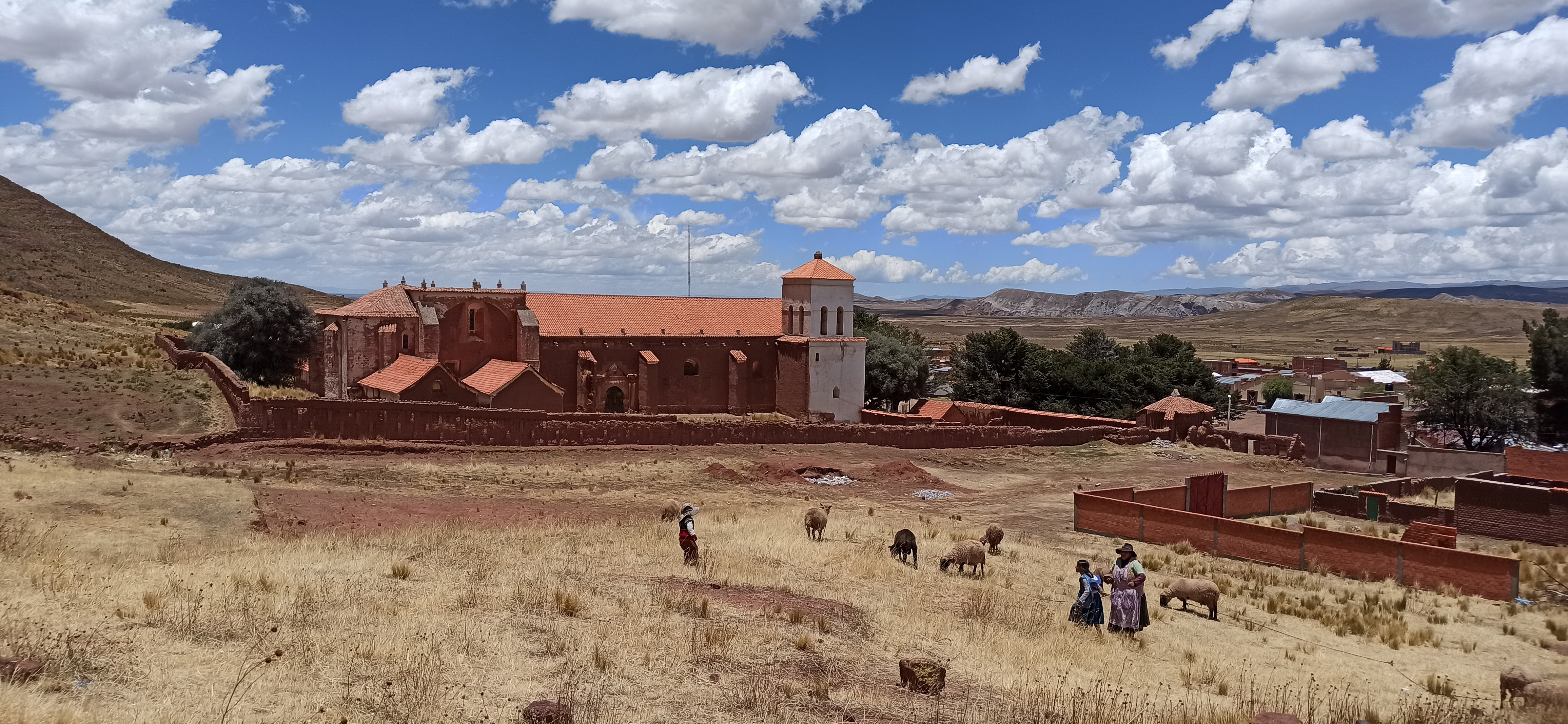
St. Antonius

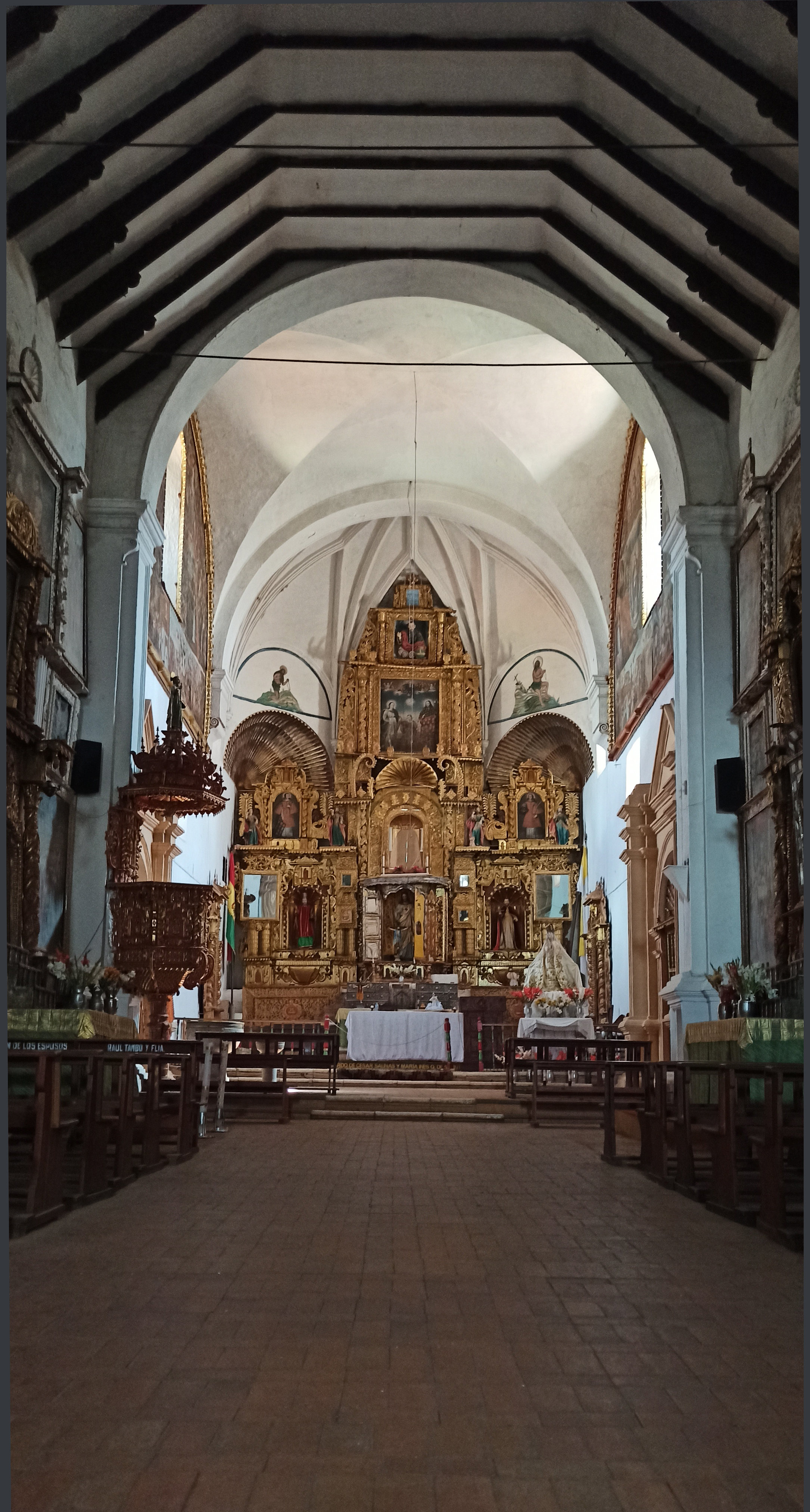
Innenraum

St. Antonius (spanisch San Antonio de Abad) ist eine Kirche im Caquiaviri im bolivianischen Departamento La Paz. Die Kirche der Territorialprälatur Corocoro ist Antonius dem Großen gewidmet. Sie wurde zum Nationaldenkmal erklärt und trägt den Titel einer Basilica minor. Die Kirche von Caquiviri wurde in den 1560er Jahren der Kolonialzeit von den ersten Franziskaner-Missionaren errichtet. Sie ist eine der ältesten im Altiplano und ist bekannt für ihre Gemälde.

## Geschichte
Der Bau der Kirche in der heutigen Provinz Pacajes begann 1560 und wurde zehn Jahre später, 1570 im Auftrag der Franziskaner-Missionare abgeschlossen. Die für den Bau verwendeten Materialien sind behauener Bruchstein, Lehm, Ziegel und Holz, die seitlichen und frontalen Wände des Tempels haben eine Stärke von zwei Metern. Der Comanchen-Stein, der den Eingang der Kirche schmückt, wurde 1944 von den Siedlern dieser Gemeinde für den Bau des Eingangs gestiftet. Der Kirchturm trägt ein Geläut von acht Glocken.
Am 14. Januar 1945 erklärte Präsident Gualberto Villarroel die Kirche zum Nationaldenkmal. Am 11. Dezember 1991 wurde die Kirche durch Papst Johannes Paul II. zur Basilica minor erhoben.

## Ausstattung
Der Stil der Kirche ist barock, die Fassade ist im Renaissancestil gehalten und in seinem Inneren befinden sich wertvolle Gemälde über die Hölle, das Paradies, die Heilige Familie und den Kreuzweg Jesu Christi.